# Alfred Cuschieri
Sir Alfred Cuschieri (Sliema, 30 settembre 1938) è un chirurgo maltese naturalizzato britannico, noto per il suo contributo allo sviluppo e all'implementazione clinica della chirurgia ad accesso minimo, nota anche come key-hole surgery (chirurgia del foro chiave).
Dal 2003 è professore ordinario di Chirurgia presso la Scuola Superiore Sant'Anna e dal 2008 consigliere scientifico dell'Istituto di Scienze e tecnologie mediche dell'Università di Dundee.

## Biografia
Cuschieri si è laureato in medicina nel 1961 presso la Royal University di Malta, oggi Università di Malta. Poco dopo la laurea ha lasciato il Paese per il Regno Unito per portare aventi ulteriori ricerche sulle sue aree di interesse chirurgico e tecnologico presso l'Università di Liverpool.  A Liverpool, fa carriera e diventa da prima lettore alla facoltà di medicina e poi, nel 1974, ottiene la cattedra di professore in chirurgia.
Nel 1976, si trasferì a nord per unirsi alla Scuola Medica dell'Università di Dundee, come professore di chirurgia e presidente del Dipartimento di chirurgia e oncologia molecolare. Fu mentre lavorava al Ninewells Hospital in città che assieme al suo team iniziarono a ricercare le basi mediche e tecnologiche per un intervento chirurgico ad accesso minimo. Il team di Cuschieri sfruttò, tra gli altri, strumenti ergonomici e telecamere più piccole che consentono di essere inserite nell'incisione praticata nella pelle; a seguito delle loro ricerche, eseguirono la prima chirurgia mini-invasiva nel Regno Unito a Ninewells nel 1987.
Tuttavia la mancanza di un'adeguata formazione in questa forma di intervento chirurgico e casi di procedure sbagliate, che portarono anche a decessi, hanno suscitato preoccupazione e sfiducia nelle nuove tecniche. Di conseguenza, furono istituite unità di formazione negli ospedali e nelle scuole mediche di tutto il Regno Unito con una delle prime creata nel 1993 sotto la direzione di Cuschieri.
Cuschieri detiene circa cinquantotto brevetti per vari strumenti chirurgici ed è stato pubblicato circa cinquecento volte su riviste peer-reviewed. Dal 1992 è caporedattore europeo della rivista Surgical Endoscopy (Endoscopia chirurgica).

## Riconoscimenti
- 1961 - Pfizer Prize
- 1973 - Moynihan Prize, Associazione dei Chirurghi del Regno Unito e Irlanda
- 1994 - Socio onorario della Società Italiana di Chirurgia
- 1996 - Ernest Miles Medal
- 1997 - Medaglia d'Oro del Royal College of Surgeons of Edinburgh
- 1998 - Membro della Royal Society di Edimburgo
- 1999 - Queen's Anniversary Prizes for Higher and Further Education
- 2003 - President’s Medal, Royal College of Surgeons of Edinburgh